# Famille Paruta
 (août 2024).
La famille Paruta est une famille patricienne de Venise, originaire de Lucques.

## Historique
Elle vint à Venise au début du IXe siècle et y fut admis à la noblesse par les mérites de Bartolomeo qui se distingua dans la guerre de Chioggia. 

## Personnalités
- Paolo Paruta, cavalier, procurateur de Saint-Marc et historien a son tombeau en l'Église Spirito Santo.
- Filipo Paruta († 1458), évêque de Cittanova et Torcello, puis archevêque de Candie.

## Armes

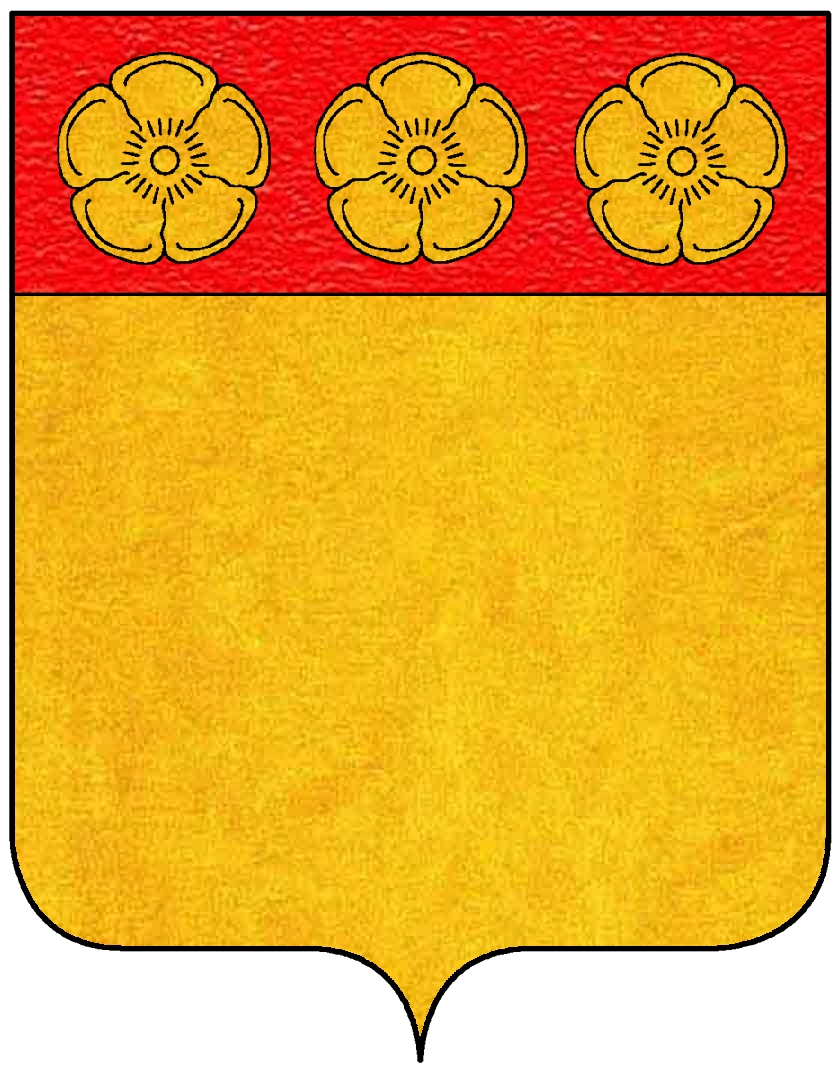
Armes des Paruta

Les armes de la famille se blasonnent ainsi d'or à un chef de gueules, chargé de trois roses ou quinte feuilles d'argent.

## Palais de Venise
- Palais Paruta
- Palais Paruta (Dorsoduro)